# Îles Daos du Sud
Les îles Daos du Sud sont des îlots rocheux de Nouvelle-Calédonie situés dans les îles Belep.

## Géographie
Les îles Daos du Sud sont situées à un peu plus de 1,6 km au Sud-Est des îles Daos du Nord.